# Norden som Atomvåbenfri Zone
Norden som Atomvåbenfri Zone var et sovjetisk forslag om traktatmæssigt at forbyde atomvåben i Norden. Forslaget blev første gang fremsat i 1958 og senere genfremsat en række gange i 1960'erne. Forslaget blev imidlertid afvist af de nordiske lande, da ingen af dem havde atomvåben. Faktisk var Sovjetunionen det eneste land, der havde atomvåben i det nordiske område, nemlig i Baltikum og på Kolahalvøen. Forslaget blev derfor generelt betragtet som et sovjetisk forsøg på at skabe splid i og svække NATO, idet et forbud mod atomvåben stred imod NATO's forsvarsstrategi.
I 1970'erne tog forskellige fredsbevægelser i Danmark imidlertid kravet op, ikke mindst den DKP-kontrollerede Samarbejdskomiteen for Fred og Sikkerhed. Forslaget blev dog især omstridt efter at Socialdemokratiet i 1983 ændrede standpunkt og støttede ideen. Forslaget blev dermed et af de centrale stridspunkter mellem regeringen og oppositionen i den såkaldte fodnoteperiode.